# Еґреш
Еґреш (словац. Egreš, угор. Egres, Szécsegres) — село, громада в окрузі Требішов, Кошицький край, Словаччина. Кадастрова площа громади — 5,60 км². Населення — 477 осіб (за оцінкою на 31 грудня 2017 року).

## Історія
Вперше згадується в 1272 року.

## Географія
Село розташоване на висоті 153 м над рівнем моря. Протікає річка Чіжа.

## Населення
| Рік:            | 1994. | 2004.   | 2014.   | 2024.   |
| --------------- | ----- | ------- | ------- | ------- |
| Кількість осіб: | 416   | 435     | 478     | 479     |
| Різниця:        |       | +4,56 % | +9,88 % | +0,20 % |

| Рік:            | 2023. | 2024.   |
| --------------- | ----- | ------- |
| Кількість осіб: | 466   | 479     |
| Різниця:        |       | +2,78 % |

## Інфраструктура
У селі є бібліотека та футбольне поле.